# シュロプシャー・テリア
シュロプシャー・テリア（英：Shropshre Terrier）は、イギリスのイングランド原産のテリア犬種である。フォックス・テリアタイプ犬種の一種で、一部地域（原産地のシュロプシャー地方など）では猟犬として重宝されていた。

## 歴史
スムース・フォックス・テリアから派生した犬種で、あまり著名ではないがブルテリアの作出に関わったチェシャ・テリアはシュロプシャー・テリアの白変種をもとに作出されたともいわれている。本種はスムース・フォックス・テリアの性格を更に勇敢なものにし、粘り強さと攻撃的な性質を加えるためにオールド・イングリッシュ・ブルドッグ（現在のブルドッグの原種）や、ほとんど現存するデータの無い闘犬用の犬種であるバウシー・テリアをスムース・フォックス・テリアに交配させて作出された。その際、出来るだけテリアの外見を崩さないように細心の注意が払われて交配や改良が行われたが、あまりにも攻撃的になりすぎ、キツネ狩りに使用するとキツネを穴から追い出す前に殺す事に拘ってしまうためキツネ狩りに使うものはあまりいなかった。そのため、パックを組んで畑を荒らす害獣を駆除する猟犬として使われたり、番犬として小屋や農場を守るのに使われた。19世紀頃に人気が最高潮に達するが、気性が荒いため飼育が難しい事や利潤を目的とした近親交配による遺伝的な疾患が現れるようになって人気が暴落し、それらを改善するために異種交配が多々行われたため、純血の犬種としては絶滅してしまった。なお、この犬種の血を引く犬は現地に存在するが激しい性格を失い、現在でも作業用のワーキング・テリアとして使われている。

## 特徴
オールド・イングリッシュ・ブルドッグなどの血を引いているが、外見はほとんどスムース・フォックス・テリアと同じである。マズルは先が尖っていて長く、脚もすらりと長い。小型犬サイズでボタン耳、垂れ尾でスムースコート、毛色はホワイト地に有色の斑。性格は獰猛で、手懐けるには厳しい訓練と腕が必要だったといわれている。なお、派生種のチェシャ・テリアは獰
猛な性格ではなく、人にもなつき、忠実で勇敢な性格だった。